# Gare de Nogent-l'Artaud - Charly
Pour les articles homonymes, voir Gare de Nogent.
La gare de Nogent-l'Artaud - Charly est une gare ferroviaire française de la ligne de Noisy-le-Sec à Strasbourg-Ville, située sur le territoire de la commune de Nogent-l'Artaud, à proximité de Charly-sur-Marne, dans le département de l'Aisne, en région Hauts-de-France.
C'est une gare SNCF desservie par les trains de la ligne P du Transilien, située au point kilométrique (PK) 83,778 de la ligne de Paris-Est à Strasbourg-Ville.

## La gare

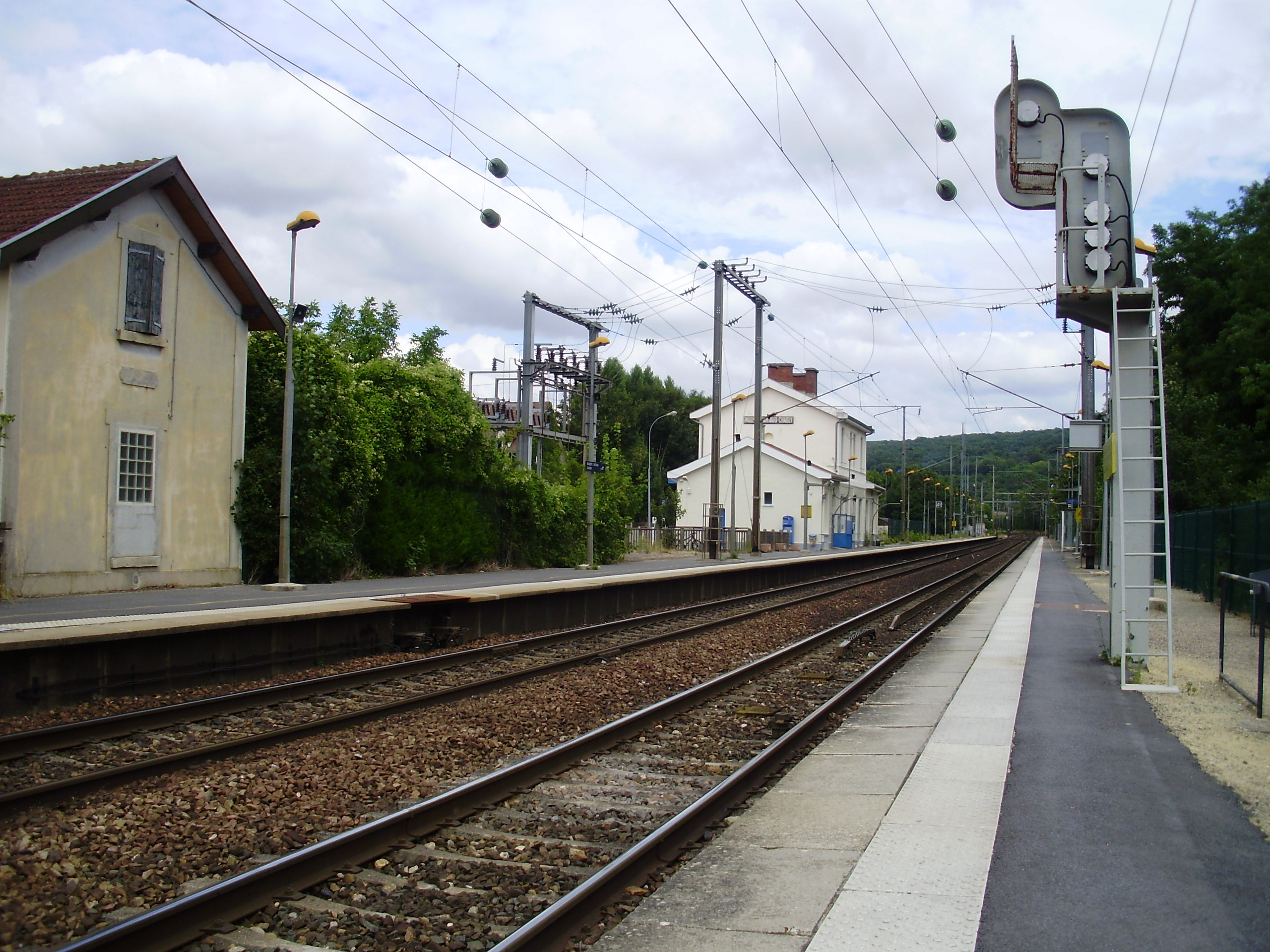
Vue générale en direction de Château-Thierry depuis le passage à niveau situé à l'ouest de la gare.

La Compagnie des chemins de fer de l'Est y a construit un bâtiment voyageurs de type 7, qui est toujours utilisé par la SNCF.

La gare est desservie par les trains de la ligne P du Transilien du réseau Transilien Paris-Est, parcourant la branche de Château-Thierry.

## Fréquentation
De 2015 à 2023, selon les estimations de la SNCF, la fréquentation annuelle de la gare s'élève aux nombres indiqués dans le tableau ci-dessous.
| Année                      | 2023    | 2022    | 2021    | 2020    | 2019    | 2018    | 2017    | 2016    | 2015    |
| -------------------------- | ------- | ------- | ------- | ------- | ------- | ------- | ------- | ------- | ------- |
| Nombre de voyageurs        | 583 297 | 450 012 | 366 146 | 283 466 | 490 265 | 440 909 | 421 798 | 380 751 | 376 537 |
| Voyageurs et non voyageurs | 729 122 | 562 515 | 457 683 | 354 333 | 612 831 | 551 136 | 527 247 | 475 939 | 470 671 |